# Société française de physique
Pour les articles homonymes, voir SFP.

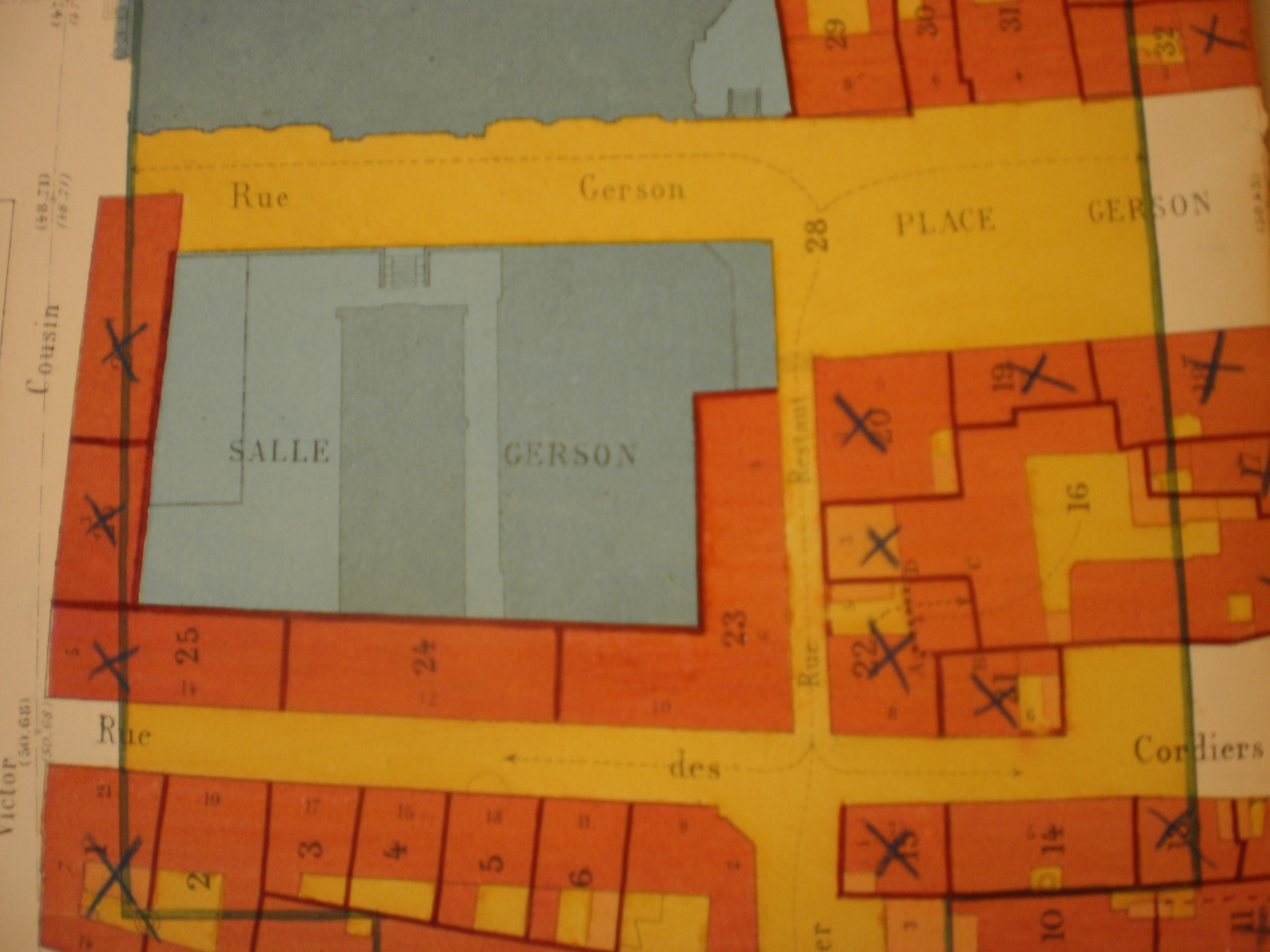
La salle Gerson se trouvait entre la rue Victor-Cousin et la rue Toullier. Elle était le 1er siège de la Société française de physique qui tint sa première réunion le 17 janvier 1873. Plans de la Sorbonne aux Archives de Paris Cote VM62 4

La Société française de physique (SFP) est une société savante fondée en 1873 par Charles Joseph d'Almeida, Pierre Augustin Bertin-Mourot, Alfred Cornu, Désiré Jean Baptiste Gernez, Jules Antoine Lissajous et Éleuthère Mascart. Reconnue d'utilité publique depuis 1881, elle a pour but de contribuer au développement et au rayonnement de la physique en France en y associant tous les physiciens français. 
La Société française de physique est membre de la Société européenne de physique.

## Histoire
Charles Joseph d'Almeida, le fondateur, avait obtenu du vice-recteur de l'Académie de Paris l'autorisation pour la Société de tenir des séances dans la Salle Gerson qui se trouvait entre la rue Victor-Cousin et la rue Toullier. Elle y tint sa première séance le 17 janvier 1873.
La Société déménage ensuite pour se retrouver au 44, rue de Rennes : c'est à cette adresse que cette institution sera reconnue d’utilité publique par décret du 15 janvier 1881.
Éleuthère Mascart, ancien président de la Société française de physique, président du Comité de souscription, rédige une lettre le 14 mars 1881 à Jules Ferry, ministre de l'instruction et des Beaux-Arts pour demander la création d'un buste en marbre représentant Joseph Charles d'Almeida : ce buste est désormais placé dans la Salle des séances de la Société française de physique, située au 44 rue de Rennes.

## Fonctionnement
La Société française de physique est divisée en différentes sections locales, commissions et divisions thématiques listées ci-dessous.
La Société française de physique est membre actif du Collège des Sociétés savantes académiques de France.

### Commissions
- Culture scientifique
- Énergie et environnement
- Enseignement
- Femmes et Physique
- Jeunes physicien(ne)s[9]
- Physique sans frontière
- Publications

### Divisions thématiques
- Accélérateurs
- Astrophysique
- Champs et particules
- Polymères
- GN-MEBA (Groupement National de Microscopie Electronique à Balayage et de Microanalyse)
- Atomique et moléculaire optique
- Matière condensée
- Plasmas
- Physique et vivant
- Physique nucléaire

## Prix décernés

### Grand Prix de la SFP pour la physique
- Prix Gentner-Kastler avec la Société allemande de physique
- Prix Holweck avec la Royal Physical Society
- Prix Friedel-Volterra avec la Società Italiana di Fisica
- Prix Charpak-Ritz avec la Société Suisse de Physique
- Prix Jean-Ricard
- Prix Félix Robin
- Prix Spécial de la Société française de physique

### Prix spécialisé de la SFP
- Prix Louis Ancel pour la physique de l'état solide
- Prix Aimé Cotton pour l'optique
- Prix Paul Langevin pour la physique théorique
- Prix Joliot-Curie pour la physique nucléaire
- Prix Louis Néel pour des développements technologiques
- Prix Jean-Perrin de popularisation de la science

## Présidents
- Félix Worms de Romilly (1888)
- Gabriel Lippmann (1893)
- Henri Becquerel (1897)
- Benjamin Baillaud (1912)[10]
- Jules Violle (1919)
- Henri Abraham (1922)
- Jean Perrin (1929)
- Eugène Bloch (1934)
- Pierre Chevenard (1939)
- Frédéric Joliot (1946)
- Louis de Broglie (1949)
- Alfred Kastler (1954)
- Louis Leprince-Ringuet (1956)
- Louis Néel (1957)
- Anatole Abragam (1967)
- Jacques Friedel (1970)
- André Lagarrigue (1973)
- Ionel Solomon (1974)
- Louis Michel (1978-1980)
- Pierre-Gilles de Gennes (1982)
- Maurice Jacob (1985)
- Pierre Léna (1989)
- René Turlay (1991-1992)
- Étienne Guyon (2002-2003)
- Jean Vannenimus (2004-2005)
- Roger Maynard (2006-2007)
- Michèle Leduc (2008-2009)
- Yves Petroff (2010)
- Michèle Leduc (2010)
- Martial Ducloy (2010-2011)
- Michel Lannoo (2012-2014)
- Alain Fontaine (2014-2016)
- Michel Spiro (2016-2018)
- Catherine Langlais (2018-2021)[11],[12]
- Guy Wormser (2021-2023)
- Daniel Rouan (2023-2025)
- Elisabeth Giacobino (2025-)

### Littérature
- Marcel Brillouin, Le livre du cinquantenaire de la Société française de physique, Paris, coll. « Revue d'optique théorique et instrumentale », 1925, « Les débuts de la Société française de physique »